# Lidia Bianchi
Lidia Bianchi (Bologna, 20 novembre 1912 – Sant'Omero, 2 marzo 1998) è stata una storica dell'arte, museologa e funzionaria italiana.

## Biografia

### Formazione
Studia arte e architettura medievale presso la Facoltà di Lettere e Filosofia dell'Università degli Studi "La Sapienza" di Roma. Si laurea nel 1935 e nello stesso anno si diploma presso l'Istituto Beato Angelico di Studi per l'arte sacra. L'anno successivo consegue l'abilitazione al'insegnamento di storia dell'arte. Nel 1938 si diploma alla scuola di perfezionamento in Storia dell'Arte Medievale e Moderna e nel 1943 ottiene il diploma di libera docenza in materia.

### Carriera
Dal 1936 al 1939 è assistente volontaria presso la cattedra di Pietro Toesca. Superato il concorso nazionale, diviene ispettrice storica dell'arte nel 1937 con l'incarico di rivedere le schede di catalogazione di alcuni oggetti d'arte e di riordinare parte dei dipinti della Galleria Nazionale d'Arte Moderna di Roma. 
Nel 1940 è nominata all'ispettorato presso la Direzione Generale delle Antichità e Belle Arti di Roma da cui viene trasferita alla Soprintendenza ai Monumenti di Milano come reggente della sezione distaccata di Bergamo. 
Dopo un breve trasferimento a Perugia, rientra a Roma e nel gennaio 1949 è assegnata al Gabinetto Nazionale delle Stampe (nel 1975 confluito nell'Istituto Nazionale per la Grafica) a Palazzo Corsini nel quartiere romano di Trastevere dove si occupa della revisione del catalogo del corpus delle vedute romane. 
Divenuta direttrice nel 1954 contribuisce al rinnovamento dell'istituzione, dedicandosi in particolare al laboratorio di restauro, alle attrezzature, al personale e al rapporto con gli Istituti nazionali preposti alla ricerca e scienza della conservazione. 
Dal 1963 al 1965 è stata presidente nazionale dalla associazione Soroptimist.
E' intensa la sua attività professionale attraverso pubblicazioni, mostre e convegni che proiettano l'Istituto su un piano internazionale. Lascia la direzione per raggiunti limiti di età il 10 giugno del 1973.

## Pubblicazioni
- I Gandolfi, Roma, A. Signorelli, 1936.
- Disegni di Ferdinando Fuga e di altri architetti del Settecento, Roma, Tip. f.lli Palombi, 1955.
- Cento disegni della biblioteca comunale di Urbania, Urbino, Scuola Tip. Bramante, 1958.
- Conservazione e restauro dei disegni e delle stampe, Pistoia, Centro italiano di studi di storia e d'arte, 1971.
- Il carattere dottrinale della santità di Caterina da Siena nell'iconografia del primo Quattrocento (PDF), Curia Generalizia O.P, 1981. URL consultato il 7 novembre 2018.
- Lidia Bianchi e Diega Giunta, Iconografia di S.Caterina da Siena, Roma, Città nuova, 1988, ISBN 8831170074.